# Crystal Knight
Crystal Knight (Nueva York, 31 de diciembre de 1973) es una actriz pornográfica y bailarina de estriptis estadounidense de ascendencia cubana y dominicana. Algunas veces es nombrada como Crystal K y es bisexual.

## Carrera en el cine para adultos
Crystal Knight comenzó su carrera en 1994, principalmente realizando escenas lésbicas. Poco después de su debut, quedó embarazada pero continuó actuando y aprovechó su estado para rodar algunas películas como Ready To Drop 5. Tras dar a luz a una hija, tomó un descanso en la industria para adultos. Posteriormente en 1996, regresó para estrenar su nuevo aumento de pecho.
En 1999, Knight se convirtió en presentadora del programa de televisión de Playboy Night Calls 411. También apareció en algunos vídeos musicales de artistas raperos, tales como Jay-Z, Snoop Dogg, Fat Joe y R. Kelly.